# Amer Durmic
Amer Durmic (* 21. Jänner 1987) ist ein ehemaliger österreichischer Fußballspieler bosnischer Herkunft.

## Leben und Karriere
Der geborene Bosnier begann seine Karriere im BNZ Tirol. Sein erster Verein war die WSG Swarovski Wattens, bei der er bis 2007 aktiv war. 2007 ging er in die österreichische Bundesliga zum FC Wacker Innsbruck. Sein Debüt in der Bundesliga gab der Verteidiger am 10. Spieltag der Saison 2007/08. In der Winterpause 2007/08 wurde er an den SV Bad Aussee in die Erste Liga verliehen. Nach seiner Rückkehr wechselte er im Sommer 2008 nach Wattens. Er spielte mehrere Jahre in der Regionalliga und der Landesliga, ehe er im Jahr 2014 seine Laufbahn beendete.